# Бенедикт III
Бенедикт III або Венедикт III (лат. Benedictus; ? — 17 квітня 858) — сто четвертий папа Римський (29 вересня 855—17 квітня 858), народився у Римі. На час виборів був кардиналом, мав репутацію вченої людини. Був обраний через відмову Адріана, якого спочатку мали намір вибрати римське духовенство та населення. Інша група впливових осіб бажала вибрати папою Анастасія, а тому наполягала у скасуванні виборів Бенедикта. Проте, римське населення підтримало саме Бенедикта.
Анастасій звернувся за допомогою до співправителя Священної Римської імперії Людовика II. Імперське військо ув'язнило Бенедикта, завдяки чому Анастасій вступив на престол. Проте, переконавшись у підтримці Бенедикта духовенством, імператор Лотар I відмовив Анастасію в допомозі.